# Autoconsapevolezza

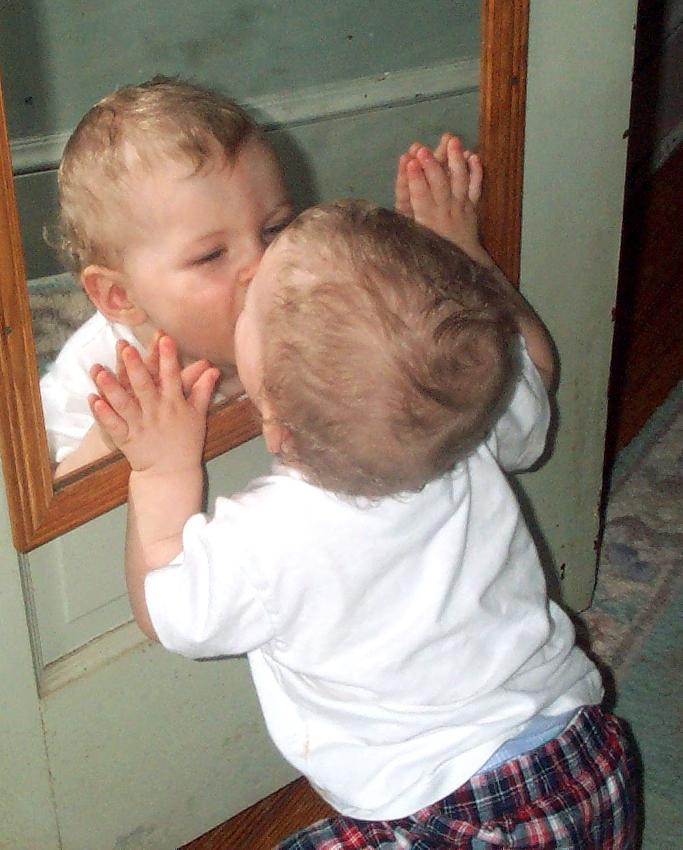
Un bambino allo specchio.

L'autoconsapevolezza è l'esperienza della propria personalità o individualità. Essa è il modo in cui un individuo conosce e comprende consapevolmente il proprio carattere, sentimenti, motivazioni e desideri. La definizione include quindi il concetto della propria esistenza in quanto individuo, in modo separato dalle altre persone, con un proprio pensiero individuale. Può anche includere la comprensione che altre persone siano allo stesso modo autoconsapevoli.
A differenza dell'autoconsapevolezza, l'autocoscienza implica invece lo sviluppo dell'identità. In un senso epistemologico, essa è la comprensione personale del nucleo della propria identità. L'autocoscienza comporta il pensiero o la coscienza di sè, mentre l'autoconsapevolezza soltanto il sentimento di esserci.

## Autoconsapevolezza negli animali
Gli esseri umani sembrano non essere gli unici organismi a essere autoconsapevoli. Il test dello specchio, nel quale un individuo capisce che la figura riprodotta è lui stesso, ha rivelato che varie specie di animali sono autoconsapevoli. Esistono prove che le scimmie antropomorfe, i delfini tursiopi, gli elefanti, la gazza e perfino alcune specie di polpi abbiano questa capacità.
Il test dello specchio, in quanto basato sul riconoscimento visivo, potrebbe sottostimare l'autoconsapevolezza in specie che si basano su altri sistemi sensoriali (come ad esempio l'olfatto). È stato argomentato che il senso comune suggerisce che anche altri animali possiedano autoconsapevolezza.